# Getrag
Getrag (нім. [ɡəˈtʁaːk]), стилізований як GETRAG, був основним постачальником систем трансмісії для легкових і комерційних автомобілів. Компанію було засновано 1 травня 1935 року в Людвігсбурзі, Німеччина, Германом Хагенмейєром; як Getriebe und Zahnradfabrik Hermann Hagenmeyer GmbH & Cie KG.
Зі штаб-квартирою в Унтергрупенбах, Баден-Вюртемберг, Німеччина, Getrag виробляє та розробляє трансмісійну продукцію та рішення для легкових автомобілів для важливих автомобільних ринків Європи, Азії та Північної Америки з 24 підприємствами та близько 12 500 співробітниками по всьому світу. У 2011 році оборот компанії склав три мільярди євро.
Компанія мала три спільні підприємства: Getrag Ford Transmissions зі штаб-квартирою в Кельні з Ford Motor Company, Getrag (Jiangxi) Transmission Co. Ltd. з Jiangling Motors Corporation., Ltd. і Dongfeng Getrag Transmission з Dongfeng Motor Corporation. Крім того, Getrag постачала трансмісії різноманітним виробникам автомобілів, включаючи BMW (Mini), Daimler AG, Ferrari, Mitsubishi, Porsche, Qoros, Renault, Volkswagen Group і Volvo. Серед конкурентів були Aisin Seiki, BorgWarner, Graziano Trasmissioni та ZF Friedrichshafen.
Портфоліо варіюється від класичних механічних коробок передач, автоматизованих ручних коробок передач і автоматичних трансмісій на основі технології трансмісії з подвійним зчепленням (DCT) до різноманітних гібридизаційних рішень, систем подовження запасу ходу та суто електричних трансмісій.
У липні 2015 року Magna Powertrain придбала Getrag за 1,9 мільярда доларів і поступово інтегрувала в свою компанію.